# Угорська хокейна федерація
Угорська хокейна федерація (угор. Magyar Jégkorong Szövetség) — організація, яка займається проведенням на території Угорщини змагань з хокею із шайбою. Утворена у 1908 році, член ІІХФ з 24 січня 1927 року. Об'єднує 8 клубів, понад 2,075 зареєстрованих гравців (із них 350 дорослих). У країні 10 відкритих майданчиків зі штучним льодом і 8 Палаців спорту, найбільший у Будапешті («Кішштадіон») місткістю 2000 місць.

## Історія
Розвиток хокею в Угорщині почався із захоплення хокеєм з м'ячем. Перша команда з хокею з м'ячем створена у 1905 році, а перший матч проведено у 1907 році. Пізніше був організований міжнародний турнір за участю команд Будапешта, Відня, Праги і Берліна. 
У хокей із шайбою в Угорщині почали грати після Першої світової війни. У 1926 році у Будапешті була побудована перша відкрита ковзанка зі штучним льодом — «Штадіон Варошлігет». Найважливішу роль у розвитку хокею зіграв Будапештський лижний клуб (БКЕ), у якому до цього була сильна команда з хокею із м'ячем. У грудні 1925 року клуб провів перший міжнародний хокейний матч. Господарі майданчика поступилися хокеїстам Відня — 0:1. У 1930-х роках угорські хокеїсти вийшли на передові позиції в європейському хокеї, а воротар І. Хірчак був одним із найкращих на континенті. Але недолік ковзанок зі штучним льодом в умовах м'якої та короткої зими стримував зростання майстерності угорських хокеїстів.

## Турніри
Перший чемпіонат країни був проведений у 1937 році. Система проведення чемпіонату неодноразово змінювалася. У 1970-х роках у вищій лізі виступали 4-6 команд, що грали в 4-6 кіл, у 1980-х роках — 3 клуби, що грали у 8-10 кіл. 
Зараз на попередньому етапі грають 6 команд у 2 кола. Дві найкращі відразу отримують право грати на третьому етапі, а ті, що посіли 3-6-те місця визначають ще двох учасників двоколового турніру. Після двоколового турніру в утвореній четвірці проводяться серії за золото і бронзу.
Чемпіони Угорщині: БКЕ (Будапешт) — 1937—1940, 1942, 1944 і 1946, БВТЕ (Будапешт) — 1941 і 1943, МТК (Будапешт) — 1947—1949, БВМ (Будапешт) — 1950, 1952, 1957, 1959 і 1963, «Кініжі» (Будапешт) — 1951, 1955 і 1956, «Пошташ» (Будапешт) — 1953 та 1954, «Уйпешт Дожа ШК» (Будапешт) — 1958, 1960, 1965-1970, 1982, 1983, 1985-1989, «Ференцварош» (Будапешт) — 1961, 1962, 1964, 1971—1980, 1984, 1991-1995 і 1997, «Альба Волан» (Секешфехервар) — 1981, 2003 і 2004, «Лехел» — 1990, «Дунаферр ШЕ» (Дунайварош) — 1996, 1998, 2000 і 2002. У 1945 році чемпіонат не проводився.
Щорічно в Угорщині вручають призи найкращому хокеїстові, найкращим воротареві, захиснику, нападнику, найрезультативнішому хокеїстові, приз «Справедливої гри». 
З 1964 року розігрується Кубок Угорщини, перший володар якого — БВМ (Будапешт). З розіграшу Кубка Угорщини, як правило, починається хокейний сезон. Найчастіше цей трофей завойовували «Ференцварош» і «Уйпешт Дожа».

## Гравці та національна збірна
Збірна Угорщини перший міжнародний матч провела 24 січня 1927 року на чемпіонаті Європи у Відні і програла господарям із рахунком 0:6. Угорські хокеїсти виступали у групах А, В і С ЧМЕ. Найкращий результат на чемпіонаті світу — 5-те (1937), на чемпіонаті Європи — 4-те місце (1934 і 1937), на зимових Олімпійських іграх — 7-8-е місця (1936). 
Найсильніші хокеїсти Угорщини різних років: 
- воротарі: Іштван Хірчак, Матьяш Ведреш, П. Ковальчик;
- захисники: Л. Якабхазі, Л. Гоголак, І. Патолаш;
- нападники: Я. Кендереші, Ф. Льорінц, Г. Бороці, В. Житва, Артур Балінт, Ф. Шамоші, Т. Мольнар, З. Хорват, Я. Пот, П. Хавран, Г. Меніхарт, Д. Пьок, Янош Анчін, А. Месей.